# Raión de Pryazovske
Pryazovske (en ucraniano: Приазовський район) es un raión o distrito de Ucrania en el óblast de Zaporiyia. 
Comprende una superficie de 1947 km².
La capital es la ciudad de Pryazovske.

## Demografía
Según estimación de 2010 contaba con una población total de 30.621 habitantes.

## Otros datos
El código KOATUU es 2324500000. El código postal 72400 y el prefijo telefónico +380 6133.